# Hochvogel
Le Hochvogel est un sommet des Alpes, à 2 592 m, dans les Alpes d'Allgäu, et en particulier dans le chaînon principal, entre l'Autriche (Land du Tyrol) et l'Allemagne (Bavière).